# Бранко Вујковић
др Бранко М. Вујковић  (Шабац, 7. фебруар 1979) српски је лекар и политичар.

## Биографија
Др Бранко Вујковић рођен је 7. фебруара 1979. године у Шапцу. Основну и средњу Медицинску школу “Др Андра Јовановић” завршио је у Шапцу. Дипломирао је 2004. године на Медицинском факултету у Београду са просечном оценом 9,23. Санитетско-официрску школу завршио 2006. године на Војномедицинској академији (ВМА). Специјалиста је Физикалне медицине и рехабилитације и Мастер менаџер у систему здравствене заштите.
Од фебруара 2020. године је на радном  месту вршиоца дужности директора Завода за јавно здравље Шабац. У претходном сазиву Скупштине Града Шапца обављао је послове Заменика председника Скупштине Града Шапца. Радио је као саветник градоначелника Београда за јавно здравље и помоћник директора за квалитет рада у Општој болници “Др Лаза К. Лазаревић” у Шапцу. Био је директор Дома здравља “Др Драга Љочић” у Шапцу, члан Градског већа Шапца за здравство и помоћник директора за менаџмент у Општој болници “Др Лаза К. Лазаревић” у Шапцу. Обављао је и функције председника УО Дома здравља и Опште болнице у Шапцу.
Носилац је Велике Повеље „Др. Драга Љочић“ Српске Краљевске Академије Научника и Уметника, као и Повеље „Капетан Миша Анастасијевић“  за ванредне напоре у очувању здравља становништва. У току његовог руковођења Завод за јавно здравље Шабац постао је, као једини институционални члан из Србије, део Европског удружења за јавно здравље. Завод  за јавно здравље Шабац награђен је Априлском наградом Града Шапца, као и Кључем Града. Такође, Завод за јавно здравље Шабац добитник је Националне награде за пословну изврсност Србије „Оскар Квалитета“ у областима лидерства, процеса и технологија, и резултата пословања, као и посебног Признања за борбу против ХПВ вируса у Србији.
Био је члан неколико политичких организација и њихових здравствених одбора. Од маја 2017. године био је повереник за здравство Српске напредне странке у Шапцу.

## Стручни радови
Аутор је или коаутор више од 30 радова објављених у стручним публикацијама или на медицинским конгресима, а 2008. године је добио Прву награду на симпозијуму Ургентне медицине у Сокобањи за рад Алкохолизам и политраума — приказ случаја.

## Пројекти
Као члан уређивачког одбора и издавачког савета стручно-научног часописа Медицинског факултета у Београду Медицински подмладак радио је 2003—04. године и заслужан је за данашњи концепт и визуелни идентитет часописа.
Учествовао је у реализацији бројних пројеката битних за унапређење здравствене заштите на локалном нивоу: 
- Набавка скенера 2010. године,
- Пројекат Дечјих субспецијалистичких амбуланти 2012. године,
- Пројекат реконструкције Интерног одељења Опште болнице Шабац 2012. године,
- Пројекат Центар за дијализу 2013. године,
- Пројекат "Лекар на кућном прагу" 2015. године.